# Alfred Jante
Alfred Paul Heinrich Jante (ur. 3 czerwca 1908 w Trzciance, zm. 26 marca 1985 w Dreźnie) – niemiecki inżynier i naukowiec w dziedzinie silników spalinowych i inżynierii motoryzacyjnej.